# Zwitserland op de Olympische Zomerspelen 1920
Zwitserland nam deel aan de Olympische Zomerspelen 1920 in Antwerpen, België. Met in totaal 11 medailles werd de dertiende plaats in het medailleklassement behaald.

## Medaillewinnaars
| Medaille | Sport         | Olympiër(s)                                                                            | Onderdeel                                     |
| -------- | ------------- | -------------------------------------------------------------------------------------- | --------------------------------------------- |
| Goud     | Roeien        | Willy Brüderlin Max Rudolf Paul Rudolf Hans Walter Paul Staub                          | vier-met-stuurman (m)                         |
| Goud     | Worstelen     | Robert Roth                                                                            | vrije stijl zwaargewicht (m)                  |
|          |               |                                                                                        |                                               |
| Zilver   | Gewichtheffen | Fritz Hünenberger                                                                      | halfzwaargewicht (m)                          |
| Zilver   | Worstelen     | Charles Courant                                                                        | vrije stijl halfzwaargewicht (m)              |
|          |               |                                                                                        |                                               |
| Brons    | Gewichtheffen | Eugène Ryter                                                                           | vedergewicht (m)                              |
| Brons    | Roeien        | Édouard Candeveau Alfred Felber Paul Piaget                                            | twee-met-stuurman (m)                         |
| Brons    | Schieten      | Fritz Kuchen Albert Tröndle Arnold Rösli Walter Lienhard Caspar Widmer                 | 300 en 600 m militair geweer liggend team (m) |
| Brons    | Schieten      | Fritz Kuchen                                                                           | 300 m militair geweer liggend (m)             |
| Brons    | Schieten      | Fritz Kuchen Gustave Amoudruz Werner Schneeberger Ulrich Fahrner Bernhard Siegenthaler | vrij geweer team (m)                          |
| Brons    | Schieten      | Fritz Zulauf                                                                           | 30 m militair geweer (m)                      |
| Brons    | Schieten      | Fritz Kuchen Joseph Jehle Gustave Amoudruz Hans Egli Domenico Giambonini               | 30 m militair geweer team (m)                 |

## Sporten

### Atletiek
Zwitserland nam met 13 atleten deel aan de atletiekcompetitie. Het land nam voor het eerst deel aan de atletieknummers.
| Olympiër                                                  | Onderdeel          | Reeksen   | Reeksen | Kwartfinale         | Kwartfinale         | Halve finale        | Halve finale        | Finale              | Finale              |
| Olympiër                                                  | Onderdeel          | Resultaat | Plaat   | Resultaat           | Plaat               | Resultaat           | Plaat               | Resultaat           | Plaat               |
| --------------------------------------------------------- | ------------------ | --------- | ------- | ------------------- | ------------------- | ------------------- | ------------------- | ------------------- | ------------------- |
| Stanislas Anselmetti                                      | 3 km snelwandelen  | n.v.t.    | n.v.t.  | n.v.t.              | n.v.t.              | gediskwalificeerd   | gediskwalificeerd   | niet gekwalificeerd | niet gekwalificeerd |
| Stanislas Anselmetti                                      | 10 km snelwandelen | n.v.t.    | n.v.t.  | n.v.t.              | n.v.t.              | niet aangekomen     | niet aangekomen     | niet gekwalificeerd | niet gekwalificeerd |
| Luigi Antognini                                           | kogelstoten        | 10.32     | 19      | n.v.t.              | n.v.t.              | n.v.t.              | n.v.t.              | niet gekwalificeerd | niet gekwalificeerd |
| Constant Bucher                                           | tienkamp           | n.v.t.    | n.v.t.  | n.v.t.              | n.v.t.              | n.v.t.              | n.v.t.              | 5273.280            | 10                  |
| Oscar Garin                                               | 10000 m            | n.v.t.    | n.v.t.  | n.v.t.              | n.v.t.              | 33:04.4             | 5 K                 | onbekend            | 9                   |
| Alfred Gaschen                                            | 5000 m             | n.v.t.    | n.v.t.  | n.v.t.              | n.v.t.              | 16:03.0             | 5                   | niet aangekomen     | niet aangekomen     |
| Alfred Gaschen                                            | 10000 m            | n.v.t.    | n.v.t.  | n.v.t.              | n.v.t.              | 34:38.4             | 5 K                 | niet gekwalificeerd | niet gekwalificeerd |
| Ernst Gerspach                                            | tienkamp           | n.v.t.    | n.v.t.  | n.v.t.              | n.v.t.              | n.v.t.              | n.v.t.              | 5947.780            | 9                   |
| Josef Imbach                                              | 100 m              | 11.0      | 2 K     | 11.1                | 3                   | niet gekwalificeerd | niet gekwalificeerd | niet gekwalificeerd | niet gekwalificeerd |
| Josef Imbach                                              | 200 m              | 23.5      | 2 K     | 23.1                | 2 K                 | niet aangekomen     | niet aangekomen     | niet gekwalificeerd | niet gekwalificeerd |
| Hans Kindler                                              | verspringen        | 6.34      | 15      | n.v.t.              | n.v.t.              | n.v.t.              | n.v.t.              | niet gekwalificeerd | niet gekwalificeerd |
| Paul Martin                                               | 800 m              | n.v.t.    | n.v.t.  | 1:59.0              | 6                   | niet gekwalificeerd | niet gekwalificeerd | niet gekwalificeerd | niet gekwalificeerd |
| Willi Moser                                               | 110 m horden       | n.v.t.    | n.v.t.  | niet aangekomen     | niet aangekomen     | niet gekwalificeerd | niet gekwalificeerd | niet gekwalificeerd | niet gekwalificeerd |
| August Waibel                                             | 100 m              | onbekend  | 4       | niet gekwalificeerd | niet gekwalificeerd | niet gekwalificeerd | niet gekwalificeerd | niet gekwalificeerd | niet gekwalificeerd |
| August Waibel                                             | 200 m              | onbekend  | 4       | niet gekwalificeerd | niet gekwalificeerd | niet gekwalificeerd | niet gekwalificeerd | niet gekwalificeerd | niet gekwalificeerd |
| Josef Imbach Walter Leibundgut Adolf Rysler August Waibel | 4 × 100 m          | n.v.t.    | n.v.t.  | n.v.t.              | n.v.t.              | 44.2                | 4                   | niet gekwalificeerd | niet gekwalificeerd |

### Boksen
Zwitserland nam met één bokser deel, namelijk Willy Reichenbach. Het was de eerste maal dat een Zwitser deelnam aan de olympische bokscompetitie.
| Olympiër          | Onderdeel     | Resultaat | Prestatie                                            |
| ----------------- | ------------- | --------- | ---------------------------------------------------- |
| Willy Reichenbach | weltergewicht | 9e        | 1e ronde: vrij 2e ronde: V van GBR Alexander Ireland |

### Gewichtheffen
Zwitserland nam met twee gewichtheffers deel. Het land nam voor het eerst deel in deze sport. Beide deelnemers wonnen een medaille.
| Olympiër          | Onderdeel | Finale    | Finale |
| Olympiër          | Onderdeel | Resultaat | Plaats |
| ----------------- | --------- | --------- | ------ |
| Fritz Hünenberger | 82.5 kg   | 275.0     | Zilver |
| Eugène Ryter      | 60 kg     | 210.0     | Brons  |

### Kunstschaatsen
Er nam één Zwitserse kunstschaatser deel, namelijk Alfred Mégroz.
| Olympiër      | Onderdeel | Finale    | Finale |
| Olympiër      | Onderdeel | Resultaat | Plaats |
| ------------- | --------- | --------- | ------ |
| Alfred Mégroz | mannen    | 52.5      | 8      |

### Roeien
Zwitserland nam deel met 13 roeiers. Het was de eerste maal dat het land deelnam in deze sport. Twee van de vier boten konden een medaille winnen.
| Olympiër                                                                                                | Stuurman    | Onderdeel         | Kwartfinale | Kwartfinale | Halve finale        | Halve finale        | Finale              | Finale              |
| Olympiër                                                                                                | Stuurman    | Onderdeel         | Resultaat   | Plaats      | Resultaat           | Plaats              | Resultaat           | Plaats              |
| --- | ----------- | ----------------- | ----------- | ----------- | ------------------- | ------------------- | ------------------- | ------------------- |
| Max Schmid                                                                                              | n.v.t.      | skiff             | 7:49.0      | 2           | niet gekwalificeerd | niet gekwalificeerd | niet gekwalificeerd | niet gekwalificeerd |
| Édouard Candeveau Alfred Felber                                                                         | Paul Piaget | twee-met-stuurman | n.v.t.      | n.v.t.      | 8:50.0              | 1 K                 | onbekend            | Brons               |
| Willy Brüderlin Max Rudolf Paul Rudolf Hans Walter                                                      | Paul Staub  | vier-met-stuurman | n.v.t.      | n.v.t.      | 7:03.0              | 1 K                 | 6:54.0              | Goud                |
| P. Baur Rudolf Bosshard Willy Brüderlin Charles Freuler Max Rudolf Paul Rudolf Franz Türler Hans Walter | Paul Staub  | acht              | 6:21.4      | 2           | niet gekwalificeerd | niet gekwalificeerd | niet gekwalificeerd | niet gekwalificeerd |

### Schermen
Zwitserland nam met achter schermers deel. Het was de vierde maal dat een Zwitser deelnam aan de olympische schermcompetitie. Het land nam enkel deel aan de onderdelen met de degen. Edouard Fitting was de enige Zwitserse schermer die de kwartfinales bereikte. Het Zwitserse team was wel succesvol, bereikte de finale en werd er vijfde.
| Olympiër | Onderdeel  | Onderdeel | Onderdeel | Kwartfinale         | Kwartfinale         | Halve finale        | Halve finale        | Finale              | Finale              |
| Olympiër | Onderdeel  | Resultaat | Plaat     | Resultaat           | Plaat               | Resultaat           | Plaat               | Resultaat           | Plaat               |
| --- | ---------- | --------- | --------- | ------------------- | ------------------- | ------------------- | ------------------- | ------------------- | ------------------- |
| Louis de Tribolet | degen      | 3-5       | 6         | niet gekwalificeerd | niet gekwalificeerd | niet gekwalificeerd | niet gekwalificeerd | niet gekwalificeerd | niet gekwalificeerd |
| Eugène Empeyta | degen      | 3-5       | 6         | niet gekwalificeerd | niet gekwalificeerd | niet gekwalificeerd | niet gekwalificeerd | niet gekwalificeerd | niet gekwalificeerd |
| Edouard Fitting | degen      | 5-4       | 3 K       | 3-7                 | 8                   | niet gekwalificeerd | niet gekwalificeerd | niet gekwalificeerd | niet gekwalificeerd |
| Frédéric Fitting | degen      | 2-5       | 7         | niet gekwalificeerd | niet gekwalificeerd | niet gekwalificeerd | niet gekwalificeerd | niet gekwalificeerd | niet gekwalificeerd |
| Henri Jacquet | degen      | 2-6       | 8         | niet gekwalificeerd | niet gekwalificeerd | niet gekwalificeerd | niet gekwalificeerd | niet gekwalificeerd | niet gekwalificeerd |
| John Albaret Louis de Tribolet Eugène Empeyta Édouard Fitting Frédéric Fitting Henri Jacquet Léopold Montagnier Franz Wilhelm | degen team | \| n.v.t. | \| n.v.t. | \| n.v.t.           | \| n.v.t.           | 3-1                 | 2 K                 | 1-4                 | 5                   |

### Schietsport
Zwitserland vaardigde 15 schutters af naar Antwerpen. Het was de derde maal dat Zwitserland deelnam aan de schietcompetitie op de Olympische Spelen. De meeste successen op deze Spelen behaalde Zwitserland in de schietsport.
| Olympiër                                                                              | Onderdeel                                 | Finale    | Finale   |
| Olympiër                                                                              | Onderdeel                                 | Resultaat | Plaats   |
| ------------------------------------------------------------------------------------- | ----------------------------------------- | --------- | -------- |
| Gustave Amoudruz                                                                      | 300 m vrij geweer drie houdingen          | 959       | onbekend |
| Ulrich Fahrner                                                                        | 300 m vrij geweer drie houdingen          | 947       | onbekend |
| Fritz Kuchen                                                                          | 300 m vrij geweer drie houdingen          | 961       | onbekend |
| Fritz Kuchen                                                                          | 300 m militair geweer liggend             | 59        | Brons    |
| Werner Schneeberger                                                                   | 300 m vrij geweer drie houdingen          | 947       | onbekend |
| Bernard Siegenthaler                                                                  | 300 m vrij geweer drie houdingen          | 906       | onbekend |
| Fritz Zulauf                                                                          | 30 m militair geweer                      | 269       | Brons    |
| Eugene Addor Joseph Jehle Fritz Kuchen Werner Schneeberger Weibel                     | 300 en 600 m militair geweer liggend team | 563       | Brons    |
| Gustave Amoudruz Hans Egli Domenico Giambonini Joseph Jehle Fritz Zulauf              | 30 m militair geweer team                 | 1270      | Brons    |
| Gustave Amoudruz Hans Egli Domenico Giambonini Bernard Siegenthaler Fritz Zulauf      | 50 m vrij geweer team                     | 2136      | 9        |
| Gustave Amoudruz Ulrich Fahrner Fritz Kuchen Werner Schneeberger Bernard Siegenthaler | vrij geweer team                          | 4698      | Brons    |
| Fritz Kuchen Walter Lienhard Arnold Rösli Albert Tröndle Caspar Widmer                | 300 m militair geweer liggend team        | 281       | 4        |
| Fritz Kuchen Walter Lienhard Arnold Rösli Albert Tröndle Caspar Widmer                | 300 m militair geweer staand team         | 234       | 8        |
| Fritz Kuchen Walter Lienhard Arnold Rösli Albert Tröndle Caspar Widmer                | 600 m militair geweer liggend team        | 279       | 6        |

### Schoonspringen
Zwitserland nam met één schoonspringer deel, namelijk met Paul Knuchel. Het was de eerste maal dat het land deelnam aan het schoonspringen. Knuchel wist zich niet te kwalificeren voor de finale.
Mannen
| Olympiër     | Onderdeel | Halve finale | Halve finale | Halve finale | Finale              | Finale              | Finale              |
| Olympiër     | Onderdeel | Punten       | Score        | Plaats       | Punten              | Score               | Plaats              |
| ------------ | --------- | ------------ | ------------ | ------------ | ------------------- | ------------------- | ------------------- |
| Paul Knuchel | 3 m plank | 33           | 431.35       | 7            | niet gekwalificeerd | niet gekwalificeerd | niet gekwalificeerd |

### Tennis
Er deden drie mannelijke tennisspelers mee aan de Olympische Zomerspelen van 1920. Het was de eerste maal dat het land deelnam aan de tenniscompetitie. Slechts één speler wist ook een wedstrijd te winnen.
| Olympiër               | Onderdeel      | Resultaat | Prestatie |
| ---------------------- | -------------- | --------- | --- |
| Alberto Henri Chiesa   | enkelspel (m)  | 17e       | 1e ronde: vrij 2e ronde: V van FRA Jacques Brugnon (6-4, 7-5, 6-4)                                                                    |
| Charles Simon          | enkelspel (m)  | 9e        | 1e ronde: vrij 2e ronde: W van ESP Enrique de Satrústegui (3-6, 8-6, 6-2, 6-8, 6-2) 3e ronde: V van SWE Jarl Malström (6-2, 6-2, 6-0) |
| Hans Syz               | enkelspel (m)  | 32e       | 1e ronde: V van BEL Albert Lammens (6-3, 6-4, 3-6, 7-5)                                                                               |
| Charles Simon Hans Syz | dubbelspel (m) | 9e        | 1e ronde: vrij 2e ronde: V van ITA Mino Balbi en Cesare Colombo (6-3, 7-5, 3-6, 6-4)                                                  |

### Waterpolo
Zwitserland nam in 1920 voor het eerst deel aan de waterpolocompetitie. In de eerste ronde leed het land een zware nederlaag tegen België.
| Olympiër                                                                                                | Onderdeel | Resultaat | Prestatie                    |
| --- | --------- | --------- | ---------------------------- |
| Henri Demiéville Albert Mondet Charles Biefer Charles Horn Jean Jenni Armand Boppart René Ricolfi-Doria | mannen    | 9e        | 1e ronde: V van België: 11-0 |

### Worstelen
Er namen vier Zwitserse worstelaars deel, allen in de vrije stijl. Het was de eerste maal dat Zwitserland deelnam aan het worstelen. Het land won twee medailles in deze sport.
| Olympiër        | Onderdeel            | Resultaat   | Prestatie |
| Vrije stijl     | Vrije stijl          | Vrije stijl | Vrije stijl |
| --------------- | -------------------- | ----------- | --- |
| Otto Bron       | middengewicht (m)    | 9e          | 1e ronde: vrij 2e ronde: V van FIN Eino Leino                                                                               |
| Charles Courant | halfzwaargewicht (m) | Zilver      | 1e ronde: vrij kwartfinale: W van RSA Jan van Rensburg halve finale: W van USA John Redman finale: V van SWE Anders Larsson |
| Daniel Kaiser   | vedergewicht (m)     | 5e          | 1e ronde: vrij kwartfinale: V van USA Charles Ackerly                                                                       |
| Robert Roth     | zwaargewicht (m)     | Goud        | 1e ronde: W van FIN Johan Salila halve finale: W van USA Fred Meyer finale: W van USA Nat Pendleton                         |

### IJshockey
Zwitserland nam in Antwerpen deel aan het eerste ijshockeytornooi in de olympische geschiedenis. Het land leed met 29-0 een zwaar verlies tegen de Verenigde Staten, die later zilver zouden behalen. In de wedstrijd om de bronzen medaille verloor Zwitserland van Zweden met 4-0.
| Olympiër | Onderdeel | Resultaat | Prestatie                                                                   |
| --- | --------- | --------- | --------------------------------------------------------------------------- |
| Rodolphe Cuendet Louis Dufour jr. Louis Dufour sr. Max Holzboer Marius Jaccard Bruno Leuzinger Paul Lob René Savoie Walter von Siebenthal Max Sillig | mannen    | 5e        | kwartfinale: V van Verenigde Staten: 29-0 bronzen finale: V van Zweden: 4-0 |

### Zwemmen
Zwitserland nam met vier mannelijke zwemmers deel. Het was de eerste maal dat het land deelnam aan het zwemmen. Geen enkele van de vier zwemmers wist zich niet te kwalificeren voor de finale.
Mannen
| Olympiër           | Onderdeel         | Kwartfinale     | Kwartfinale     | Halve finale        | Halve finale        | Finale              | Finale              |
| Olympiër           | Onderdeel         | Resultaat       | Plaats          | Resultaat           | Plaats              | Resultaat           | Plaats              |
| ------------------ | ----------------- | --------------- | --------------- | ------------------- | ------------------- | ------------------- | ------------------- |
| Henri Demiéville   | 400 m schoolslag  | 7:12.4          | 2 K             | onbekend            | 4                   | niet gekwalificeerd | niet gekwalificeerd |
| Hans Drexler       | 1500 m vrije slag | onbekend        | 4               | niet gekwalificeerd | niet gekwalificeerd | niet gekwalificeerd | niet gekwalificeerd |
| Jean Jenni         | 100 m vrije slag  | onbekend        | 5               | niet gekwalificeerd | niet gekwalificeerd | niet gekwalificeerd | niet gekwalificeerd |
| René Ricolfi-Doria | 400 m vrije slag  | onbekend        | 5               | niet gekwalificeerd | niet gekwalificeerd | niet gekwalificeerd | niet gekwalificeerd |
| René Ricolfi-Doria | 1500 m vrije slag | niet aangekomen | niet aangekomen | niet gekwalificeerd | niet gekwalificeerd | niet gekwalificeerd | niet gekwalificeerd |

Argentinië · Australië · België · Brazilië · Brits-Indië · Canada · Chili · Denemarken · Egypte · Estland · Finland · Frankrijk · Griekenland · Groot-Brittannië · Italië · Japan · Joegoslavië · Luxemburg · Monaco · Nederland · Nieuw-Zeeland · Noorwegen · Portugal · Spanje · Tsjecho-Slowakije · Verenigde Staten · Zuid-Afrika · Zweden · Zwitserland